# کارل گیگر
کارل گیگر (انگلیسی: Karl Geiger؛ زادهٔ ۱۱ فوریهٔ ۱۹۹۳) اسکی‌باز پرش اهل آلمان است.